# Aston (cràter)
Aston és un cràter d'impacte lunar que es troba sobre l'extremitat nord-oest de la Lluna. A causa de la ubicació, la seva visibilitat està subjecta a la libració. Es troba a l'est del cràter Röntgen, a certa distància a l'oest d'Ulugh Beg en la vora de l'Oceanus Procellarum. Al sud es troba el cràter Voskresenskiy.

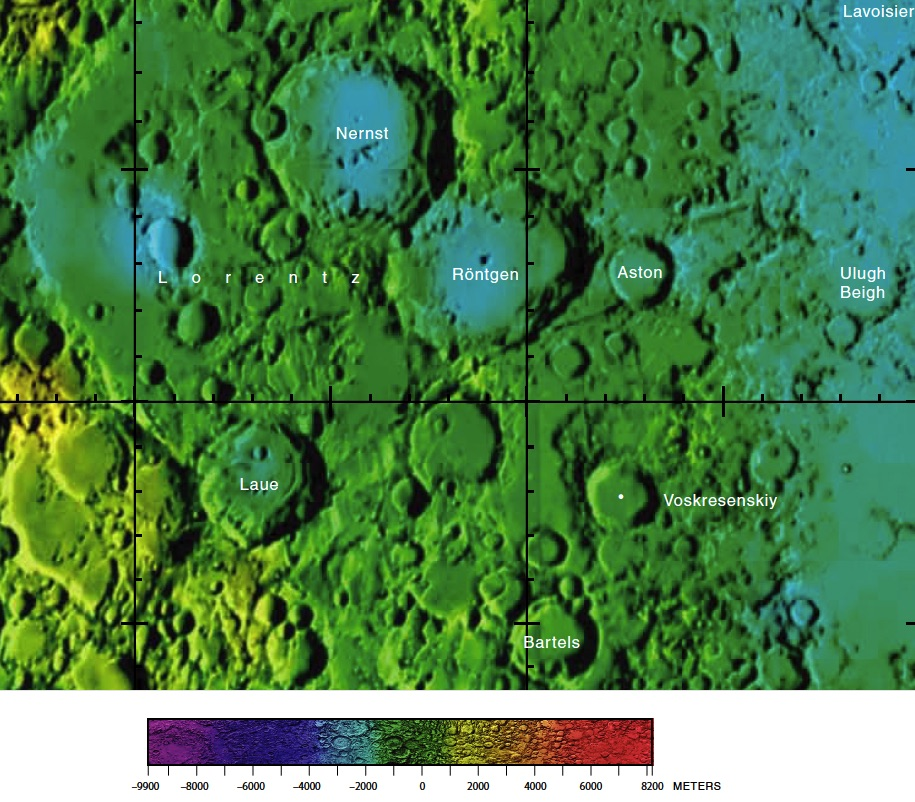
Referències de Aston

La vora d'Aston s'ha desgastada i arrodonida a causa d'impactes posteriors. Té una forma circular que no ha estat alterada de manera significativa pels impactes propers. La plataforma interior és relativament plana i sense trets distintius, sense pic central significatiu.

## Cràters satèl·lit

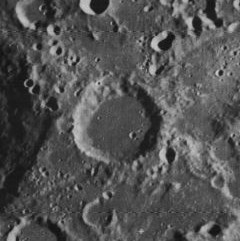
Una altra imatge d'Aston

Per convenció aquests elements són identificats en els mapes lunars posant la lletra en el costat del punt central del cràter que està més prop d'Aston.
|       | \| Aston \| Coordenades \| Diàmetre \| \| ----- \| ------------------------------------ \| -------- \| \| K \| 35° 06′ N, 87° 48′ O / 35.1°N,87.8°O \| 14 km \| \| L \| 35° 30′ N, 86° 30′ O / 35.5°N,86.5°O \| 10 km \| |          |
| Aston | Coordenades | Diàmetre |
| K     | 35° 06′ N, 87° 48′ O / 35.1°N,87.8°O | 14 km    |
| L     | 35° 30′ N, 86° 30′ O / 35.5°N,86.5°O | 10 km    |